# Язикове (станція)
Язико́ве — проміжна залізнична станція Лиманської дирекції Донецької залізниці на електрифікованій лінії Лозова — Слов'янськ між станціями Барвінкове (8 км) та Гаврилівка (14 км). Розташована у селищі Язикове Ізюмського району Харківської області.

## Історія
Станція відкрита у 1879 році, коли на перегоні Гаврилівка — Барвінкове був обладнаний роз'їзд, згодом перетворений у полустанцію Фідлерівка. Даних про вантажну та пасажирську роботу даного роздільного пункту у 1880-х роках XIX століття не знайдено.
Перша назва станції, напевно, походить від так званої могили Фідлера, що знаходилася в районі споруджуваного роз'їзду. У 1890-х роках тут було обладнано роз'їзд № 15 (іноді зустрічається назва Роз'їзд № 15 Фідлерове). У 1908 році роз'їзд отримав назву Язикове — від дублюючої назви села Олександрівка (Язикове) при річці Сухий Торець.
Станом на 1894 рік на роз'їзді № 15 зупинялися поштовий і вантажно-пасажирський поїзди Харків — Ростов. У 1917 році зупинки по станції Язикове здійснювали вже три пари поїздів: пасажирський, поштовий та вантажно-пасажирський, у складі яких були вагони безпересадкового сполучення до Караванної, Маріуполя, Луганська, Катеринослава (нині — Дніпро), Новоросійська, Москви.
До Жовтневого перевороту 1917 року на роз'їзді Язикове здійснювалося вивантажування зернохлібу у невеликих кількостях: у 1914 році по роздільному пункті було прийнято майже 250 тон, у 1915 році — понад 275 тон зерна.

## Пасажирське сполучення
На станції зупиняються лише приміські поїзди до кінцевих станцій Краматорськ, Лозова, Слов'янськ та Харків-Пасажирський.